# Tsugutoshi Oishi
Tsugutoshi Oishi (大石 治寿 Oishi Tsugutoshi?), född 25 september 1989 i Kanagawa prefektur, är en japansk fotbollsspelare.
Oishi började sin karriär 2009 i FC Kariya. Efter FC Kariya spelade han för Fujieda MYFC, Tochigi SC, Renofa Yamaguchi FC och SC Sagamihara. Han gick tillbaka till Fujieda MYFC 2020.